# Френсис Йънгхъзбанд
Сър Френсис Едуард Йънгхъзбанд (на английски: Francis Edward Younghusband) е английски колониален деятел, ръководител на британска въоръжена експедиция в Тибет в началото на ХХ век.

## Произход и образование (1863 – 1886)
Роден е на 31 май 1863 година в градчето Муре, Британска Индия (днес в провинция Пенджаб, Пакистан) в семейство на британски колониален офицер. През 1876 г. постъпва в Клифтън колеж, а след завършването му, в Кралската военна академия Сандхърст. През 1882 г. завършва военното си образование, произведен е в чин младши лейтенант и е назначен в 1-ви гвардейски драгунски полк в Делхи, Индия.

## Изследователска дейност (1886 – 1902)
През 1886 г. пътешества в Манчжурия. През 1887 г. пресича Китай от Пекин през Хами, Турфан, Аксу, Кашгар и Яркенд и достига до Сринагар в Кашмир, като по пътя провежда полеви изследвания в Памир и Каракорум.
През следващите години извършва още две експедиции като продължава изследването на Каракорум и Памир и неведнъж се среща с руски изследователи в този район, в т.ч. с Бронислав Громбчевски.
Със своята дейност Йънгхъзбанд в значителна степен допринася за разрастването на Памирско-тибетската криза в края на ХІХ век.

## Военна операция в Тибет (1903 – 1904)
През 1903 г. вицекралят на Индия лорд Кързън упълномощава Йънгхъзбанд да провежда преговори с тибетската администрация по търговски въпроси и разрешаване на погранични спорове. Опитите му с мирни средства не довеждат до споразумения и англичаните под командването на генерал Д. Макдонълд извършват въоръжена атака, която също не успява.
През 1904 г. Йънгхъзбанд възглавява нова британска военна експедиция, която завладява със сила свещения град на Тибет – Лхаса. Далай лама ХІІІ и дворът му бягат в Монголия, където търсят руска военна поддръжка, но поради външнополитически проблеми (в разгара на Руско-японската война) Русия не откликва на молбите на тибетското правителство в емиграция. По същото това време останалите в Лхаса управници на Тибет са принудени да подпишат неравноправни търговски договори с Великобритания. За блестящо проведената военна операция Йънгхъзбанд е посветен в рицарско звание.

## Изследвания, обществена дейност и последни години (1905 – 1942)
През 1906 – 1909 г. продължава изследванията на Кашмир вече в качеството си на британски резидент. През 1909 г. напуска военното поприще и се отдава на обществена и политическа дейност. Премества се в Лондон и участва в множество обществени движения. По-късно се отказва от политическа дейност, но продължава да остава патриот, сътрудничи с Кралското географско дружество (от 1919 г. е негов председател), способства и организира няколко британски експедиции в Хималаите и Тибет.
В напреднала възраст Йънгхъзбанд се отказва и от обществената си дейност и се отдава на религията. Организира Световен конгрес на религиите и до смъртта си на 31 юли 1942 година е всецяло подвластен на религиозни учения – най-вече индийски религиозни учения.

## Произведения
- Confidential Report of a Mission to the Northern Frontier of Kashmir in 1889 (Calcutta, 1890).
- The Heart of a Continent (1896) The heart of a continent: vol.1
- Kashmir (1909)
- India and Tibet: a history of the relations which have subsisted between the two countries from the time of Warren Hastings to 1910; with a particular account of the mission to Lhasa of 1904.   London, John Murray, 1910.
- India and Tibet (1910)
- Within: Thoughts During Convalescence (1914)
- The Sense of Community (1916)
- The Gleam (1923)
- Modern Mystics (1923) (ISBN 1-4179-8003-6, reprint 2004)
- Mother World in Travail for the Christ that is to be (1924)
- Wonders of the Himalayas (1924)
- The Epic of Mount Everest (1926) (ISBN 0-330-48285-8, reprint 2001).
- Life in the Stars (1927)
- The Light of Experience (1927)
- Dawn in India (1930)
- The Living Universe (1933)
- The Mystery of Nature във Frances Mason. The Great Design: Order and Progress in Nature (1934)